# Оршоја Вајда
Оршоја Вајда (4. фебруар 1997) је српска фудбалерка и чланица омладинске репрезентације Србије. Наступа за женски фудбалски клуб Спартак са којим се такмичи у Супер лиги Србије за жене.

## Каријера
Чланица је женске омладинске репрезентације Србије (У-19) за коју је од 2013. године одиграла 3 утакмице. Такође, за ЖФК Спартак је до сада одиграла 28 утакмица на домаћој сцени и једну међународну утакмицу у оквиру квалификација за УЕФА Лигу шампиона за жене против екипе Голиадор из Молдавије.

## Награде и признања
До сада је освојила 2 титуле државног првака, 2 титуле победника Купа и 1 учешће у УЕФА Лиги шампиона за жене (2014/15).